# Zuordnungsproblem
Das (lineare) Zuordnungsproblem ist ein diskretes Optimierungsproblem aus der Graphentheorie. Es ist ein spezielles klassisches Transportproblem und findet Anwendung in der Operations Research.
Es kann mittels ganzzahliger linearer Optimierung oder mithilfe der Ungarischen Methode gelöst werden.

## Problembeschreibung
Es kann wie folgt verbal formuliert werden:
Einer Anzahl von {\displaystyle n} Arbeitern soll die gleiche Anzahl Tätigkeiten bei bekannten (Ausführungs-)Kosten zugeordnet werden, wobei sich die Ausführungskosten von Arbeiter zu Arbeiter und von Aufgabe zu Aufgabe unterscheiden.
- Jedem Arbeiter wird genau eine Tätigkeit zugeordnet und jede Tätigkeit wird von genau einem Arbeiter ausgeführt.
- Anschließend wird unter allen zulässigen Plänen der kostenminimale Arbeitsplan gewählt.

## Mathematisches Modell

### Graphentheoretische Beschreibung
Es sei ein bipartiter, gewichteter Graph {\displaystyle G=(L\cup R,E)} mit {\displaystyle |L|=|R|=n} gegeben. Zwischen allen Knoten {\displaystyle l\in L,r\in R} existiert je eine Kante, deren Gewicht die Kosten repräsentiert, die entstehen, wenn man {\displaystyle l} und {\displaystyle r} matcht.
Ziel ist es nun, ein maximales Matching mit minimalen Kosten zu finden.

### Matrixdarstellung
Anlehnend an die Problembeschreibung können wir eine {\displaystyle n\times n} Matrix  {\displaystyle A\in \mathbb {R} ^{n,n}} erzeugen, indem wir in die Zelle {\displaystyle a_{i,j}} die Kosten eintragen, die entstehen, wenn wir dem Arbeiter  {\displaystyle i} die Aufgabe  {\displaystyle j} zuordnen.
Das Ziel ist es dann, eine Permutation der Zeilen der Matrix zu finden, die deren Spur minimiert.

### Beschreibung als lineares Programm
Mit den (zu bestimmenden) Variablen {\displaystyle x_{ij}}
{\displaystyle x_{ij}={\begin{cases}1,&{\text{falls Arbeiter i die Tätigkeit j ausführen soll}}\\0,&{\text{sonst}}\end{cases}}}
und den (gegebenen) Ausführungskosten {\displaystyle c_{ij}} ergibt sich das folgende mathematische Modell:
Minimiere die Kostensumme
{\displaystyle F=\sum _{i=1}^{n}\sum _{j=1}^{n}c_{ij}x_{ij}}
unter den Nebenbedingungen
{\displaystyle \sum _{j=1}^{n}x_{ij}=1} für {\displaystyle i=1,\cdots ,n},
{\displaystyle \sum _{i=1}^{n}x_{ij}=1} für {\displaystyle j=1,\cdots ,n}.

## Zeitkomplexität
Das Problem ist mithilfe der Ungarischen Methode in {\displaystyle {\mathcal {O}}(n^{3})} lösbar.

## Beispiele und Aufwand
Beispiele für das lineare Zuordnungsproblem sind die Zuordnung von Schülern zu Schulprojekten oder die Zuordnung von Studenten auf Seminarplätze.
Für durchgerechnete Beispiele siehe Ungarische Methode, Beispiele.

## Verallgemeinerungen und Varianten
Beim Zuordnungsproblem handelt es sich um einen Spezialfall eines maximalen Matchings minimalen Gewichtes in einem bipartiten, gewichteten Graphen. 
Sind statt absoluten Kosten nur relative Kosten bekannt, so handelt es sich um ein Stable Marriage Problem.